# Avenue Van Bever
L'avenue Van Bever est une voie de la commune bruxelloise d'Uccle.

## Situation et accès
Cette avenue est située à proximité de la Forêt de Soignes; elle va de la Drève de Lorraine à la Chaussée Waterloo.

## Origine du nom
Jean Victor Van Bever était un notaire à Uccle fort Jaco, propriétaire terrien et immobilier ,

## Bâtiments remarquables et lieux de mémoire
- No 12[5],
- No 13[5],
- No 19, Cercle d'affaires B19
- No 30 , ambassade du Kazakhstan [5]